# ファッションデザイン学科
ファッションデザイン学科（ファッションデザインがっか）は、ファッションデザインについての教育研究を目的とした大学の芸術系の学科の一つである。
ファッションデザイン学科という名称の学科は少ないが、他の学科名でコースとして設置している場合が多い。

## ファッションデザインの教育機関のある日本の大学
- 神戸芸術工科大学 デザイン学部  ファッションデザイン学科　ファッション企画情報コース、ファッションデザインコース
- 成安造形大学 造形学部  デザイン科　ファッションデザイン群
- 杉野服飾大学 被服学部  被服学科
- 名古屋学芸大学 メディア造形学部  ファッション造形学科
- 女子美術大学 芸術学部  ファッション造形学科　AとBのコース
- 神戸松蔭女子学院大学 人間科学部  ファッション・ハウジングデザイン学科(2008年4月開設)
- 文化学園大学 服装学部  服装造形学科　服装社会学科、現代文化学部  国際ファッション文化学科
- 京都芸術大学 芸術学部  空間演出デザイン学科　ファッションデザインコース
- 武蔵野美術大学  造形学部  空間演出デザイン学科　ファッションデザイン専攻
- 宝塚大学  造形学部  産業デザイン学科　ファッションデザインコース
- 明星大学 造形芸術学部  造形芸術学科　ファッションデザインコース
- 大阪樟蔭女子大学 学芸学部 被服学科　（被服学専攻，化粧学専攻）
- 桐生大学短期大学部  アート・デザイン学科  ファッションデザインコース
- 戸板女子短期大学  装飾芸術科